# Avigliana Baseball
Avigliana Baseball est un club italien de baseball situé à Veillane (en italien : Avigliana), dans le Piémont.

## Historique
Fondé en 1979, Avigliana Baseball évolue en série A1, la première division du baseball italien, jusqu'en 2007, date de sa relégation au niveau inférieur.